# シンシア・マイヤーズ
シンシア・マイヤーズ（Cynthia Myers、1950年9月12日 - 2011年11月4日）は、アメリカ合衆国オハイオ州トレド出身のモデル、女優。米PLAYBOY誌・1968年12月号のプレイメイト。

## 経歴
シンシア・マイヤーズは、1968年12月号のPLAYBOY誌に掲載された時点では、初の1950年代生まれのプレイメイトであった。撮影は1968年6月、彼女が17歳の時に行われたが、PLAYBOY誌の方針により、彼女が18歳を越えるまで掲載は待たれた。
マイヤーズのグラビアは、彼女の故郷と大きな胸のため「Wholly Toledo!」（驚きを表すスラング）とタイトルを付けられた。彼女の中央見開き折込ページ（センターフォールド）は、ポンペオ・ポサル (Pompeo Posar) によって撮影され、すぐにベトナム駐留米軍のお気に入りとなった。センターフォールドは、1987年の映画『ハンバーガー・ヒル』に登場した。マイヤーズによると、彼女の胸は13歳から発育し始め、PLAYBOY誌出演時にはバストサイズは39インチ（約99cm）のDDカップ（米国サイズ）になっていた。
シンシアは雑誌デビューの後、1969年にヒュー・ヘフナーの「プレイボーイ・アフター・ダーク」テレビシリーズに頻繁に出演した。マイヤーズはまた、何本かの映画に出演した。彼女はラス・メイヤー監督の『ワイルド・パーティー』（1970年）で、繊細なレズビアンのロックンロール歌手兼ベーシスト、ケイシー・アンダーソン役で主演する以前には、『They Shoot Horses, Don't They? 』(1969年) にクレジットされずに出演していた。マイヤーズは、続けて西部劇『Molly and Lawless John 』（1972年）に脇役で出演した。
1994年に、NASAの悪戯者によって、シンシアのセンターフォールド写真が（アンジェラ・ドリアン、レーガン・ウィルソン、レスリー・ビアンチーニとともに）コピーされ、アポロ12号の宇宙遊泳で宇宙飛行士が携帯したチェックリストに挿入されていたことが、知られることとなった。
2011年11月4日、死去。61歳没。